# 洪贯
洪贯。字唯卿，晚号稼翁，浙江鄞县（今属宁波市）人，明朝学者、诗人、地方官。

## 生平
明成化十三年（1477年），考中举人。任河南邓州教谕。历任从化、政和诸府知府。擅长写诗，因古文精深而名重当时。对方志学很有研究，曾撰写海宁、新城、江阴、靖江四县县志。对经学研究很深，著有《周易解疑》。另有《卧游清啸录》、《太白山房稿》五十余卷传世。享年九十岁。